# Episodi di M*A*S*H (prima stagione)
La prima stagione della serie televisiva M*A*S*H è andata in onda negli Stati Uniti d'America dal 17 settembre 1972 al 25 marzo 1973.
| nº | Titolo originale              | Titolo italiano                               | Prima TV USA      | Prima TV Italia  |
| -- | ----------------------------- | --------------------------------------------- | ----------------- | ---------------- |
| 1  | Pilot                         | Pilota                                        | 17 settembre 1972 |                  |
| 2  | To Market, to Market          | Al mercato, al mercato!                       | 24 settembre 1972 |                  |
| 3  | Requiem for a Lightweight     | Requiem per un peso massimo                   | 1º ottobre 1972   | 23 gennaio 1980  |
| 4  | Chief Surgeon Who?            | Chi sarà capochirurgo?                        | 8 ottobre 1972    | 14 novembre 1979 |
| 5  | The Moose                     | La musumè Young Hi                            | 15 ottobre 1972   |                  |
| 6  | Yankee Doodle Doctor          | Angeli in camice bianco                       | 22 ottobre 1972   |                  |
| 7  | Bananas, Crackers and Nuts    | Pazzi suonati e svitati                       | 5 novembre 1972   |                  |
| 8  | Cowboy                        | Cow boy                                       | 12 novembre 1972  |                  |
| 9  | Henry, Please Come Home       | Henry torna presto                            | 19 novembre 1972  | 28 novembre 1979 |
| 10 | I Hate a Mystery              | Il ladro misterioso                           | 26 novembre 1972  |                  |
| 11 | Germ Warfare                  | L'epatite di Frank                            | 10 dicembre 1972  |                  |
| 12 | Dear Dad                      | Caro papà                                     | 17 dicembre 1972  |                  |
| 13 | Edwina                        | Edwina                                        | 24 dicembre 1972  |                  |
| 14 | Love Story                    | Love story                                    | 7 gennaio 1973    |                  |
| 15 | Tuttle                        | Capitano Tuttle                               | 14 gennaio 1973   |                  |
| 16 | The Ringbanger                | The ringbanger                                | 21 gennaio 1973   |                  |
| 17 | Sometimes You Hear the Bullet | Qualche volta si sente arrivare la pallottola | 28 gennaio 1973   | 5 dicembre 1979  |
| 18 | Dear Dad, Again               | Ancora caro papà                              | 4 febbraio 1973   |                  |
| 19 | The Longjohn Flap             | Operazione mutandoni                          | 18 febbraio 1973  | 19 dicembre 1979 |
| 20 | The Army-Navy Game            | Esercito contro Marina                        | 25 febbraio 1973  | 20 febbraio 1980 |
| 21 | Sticky Wicket                 | L'etichetta                                   | 4 marzo 1973      |                  |
| 22 | Major Fred C. Dobbs           | Maggiore Fred C.Dobbs                         | 11 marzo 1973     |                  |
| 23 | Ceasefire                     | Il cessate il fuoco                           | 18 marzo 1973     |                  |
| 24 | Showtime                      | Tempo di spettacolo                           | 25 marzo 1973     |                  |